# Miranda (artist)
Linda Miranda Silvergren, mer känd som Miranda, född den 18 mars 1973 i Hägerstens församling, är en svensk psytranceartist och -producent från Stockholm.

## Diskografi

### Album
- 1996 – Phenomena
- 1997 – Real Rush
- 1999 – Northern Lights
- 2001 – Asynja
- 2004 – Rerecorded

### Singlar och EP-skivor
- 1995 – Timeless Worlds of Space
- 1996 – Steps to the Stars
- 1997 – Somewhere Out There
- 1997 – Year 2000 EP
- 1998 – Tellus Twin / Space Baby
- 1999 – Mars Needs Women
- 2000 – Feel the Effect